# Leigh Nash
Leigh Bingham Nash (27 de junho de 1976) é cantora e compositora estadunidense. Mais conhecida por ter sido vocalista da banda Sixpence None the Richer.
Ela se afastou da banda Sixpence None The Richer por causa de sua gravidez, pouco antes da banda anunciar seu fim, em 2004.
Passado o período de amamentação, ela lançou seu próprio selo, One Son Records, e começou a compôr suas próprias músicas pela primeira vez. Em 2006, Leigh Nash lançou seu primeiro álbum: Blue on Blue. Nas Vésperas de Natal do mesmo ano ela lançou um EP Wishing For This com músicas com temas natalinos.

## Álbuns

### EPs
- 2006: "Wishing For This"
- 2006: "Remixed"
- 2006: "Remixed 2"
- 2007: "Connect Sets"

### Álbuns de Estúdio
- 2006: "Blue On Blue"
- 2011: "Hymns and Sacred Songs"
- 2015: "The State I'm in"

## B-Sides
- After The Bed Is Made
- Angel In Your Perfect World
- Ben
- Fall
- Flood
- Hey Hey
- If You Ever Need Somebody
- Ink From A Pen
- It's Raining Men
- Just Because
- Learning
- Love Come Down
- Love Is Home
- Lovely Way To Fall
- Midnight In Manhattan
- Reach Down
- Run Together
- Something To Remember Me By
- Spotless
- Stars In My Eyes
- Still See Life
- Strong Enough
- Thank You
- The Light Under The Door
- Trains And Boats And Planes
- Wasn't It Good
- What Have You Ever Done For Me
- You Fall Apart
- You Were Good